# Selaginella umbrosa
Selaginella umbrosa är en mosslummerväxtart som beskrevs av Lem. och Georg Hans Emmo Emo Wolfgang Hieronymus. Selaginella umbrosa ingår i släktet mosslumrar, och familjen mosslummerväxter. Inga underarter finns listade i Catalogue of Life.